# Old Legend Productions
Old Legend Productions – mała polska wytwórnia płytowa, zajmująca się wydawaniem płyt oraz promocją głównie wykonawców black i paganmetalowych w Polsce i za granicą. Siedziba wytwórni znajduje się w Bielsku-Białej. Wydawnictwa wytwórni ukazują się zarówno na kasetach magnetofonowych jak i płytach kompaktowych.

## Wybrany katalog
- Nargaroth – „Rasluka Part II” – (wyd.kaseta)
- Venedae – „Venedae” – (wyd.kaseta)
- Abyssic Hate – „Suicidal Emotions” (wyd.kaseta)
- Thunderbolt – „Black Clouds over Dark Majesty” – (wyd.kaseta)
- Gontyna Kry – „Welowie” – (wyd.CDr)
- Wojnar – „The Book of Veles” – (wyd.CD)
- Inferno – „V návratu pohanství...” – (wyd.CD)
- Inferno – „Peklo Na Zemi” – (kaseta)
- Cedamus – „Cedamus” – (kaseta)
- Evilfeast – „Mysteries Of The Nocturnal Forest” (wyd.CD)
- Taran – „Storming the House of God” (wyd.CD)
- Ohtar – „When I cut the throat” (wyd.CD)
- Selbstmord – „Spectre Of Hate” (wyd.CD)
- Cedamus – „Cedamus” (wyd.kaseta)
- Decline – „Cold Declaration Of Visceral Disgust” (wyd.CD)
- Nachtkult – „Der Sieg Des Stolzen Blutes” (wyd.CD)
- Thor's Hammer – „May The Hammer Smash The Cross” (wyd.kaseta)